# Ochropleura triangularis
Ochropleura triangularis là một loài bướm đêm trong họ Noctuidae.